# Monségur (Landes)
Monségur település Franciaországban, Landes megyében. Lakosainak száma 393 fő (2022. január 1.). Monségur Hagetmau, Lacrabe, Mant, Morganx, Peyre és Samadet községekkel határos.

## Népesség
A település népességének változása:
| Lakosok száma | 300  | 293  | 292  | 353  | 396  | 401  | 391  | 385  | 390  | 393  |
|               | 1968 | 1982 | 1990 | 2006 | 2013 | 2015 | 2017 | 2019 | 2020 | 2022 |